# Canarsie-Rockaway Parkway
Rockaway Parkway is een station van de metro van New York aan het oostelijke uiteinde van de Canarsie Line.